# Alemanha Ocidental nos Jogos Olímpicos de Inverno de 1972
A Alemanha Ocidental competiu nos Jogos Olímpicos de Inverno de 1972, realizados em Sapporo, Japão.